# Arctogeophilus inopinatus
Arctogeophilus inopinatus är en mångfotingart som först beskrevs av Ribaut 1912.  Arctogeophilus inopinatus ingår i släktet Arctogeophilus och familjen storjordkrypare.
Artens utbredningsområde är:
- Luxemburg.
- Frankrike.

Inga underarter finns listade i Catalogue of Life.